# 델타급 잠수함

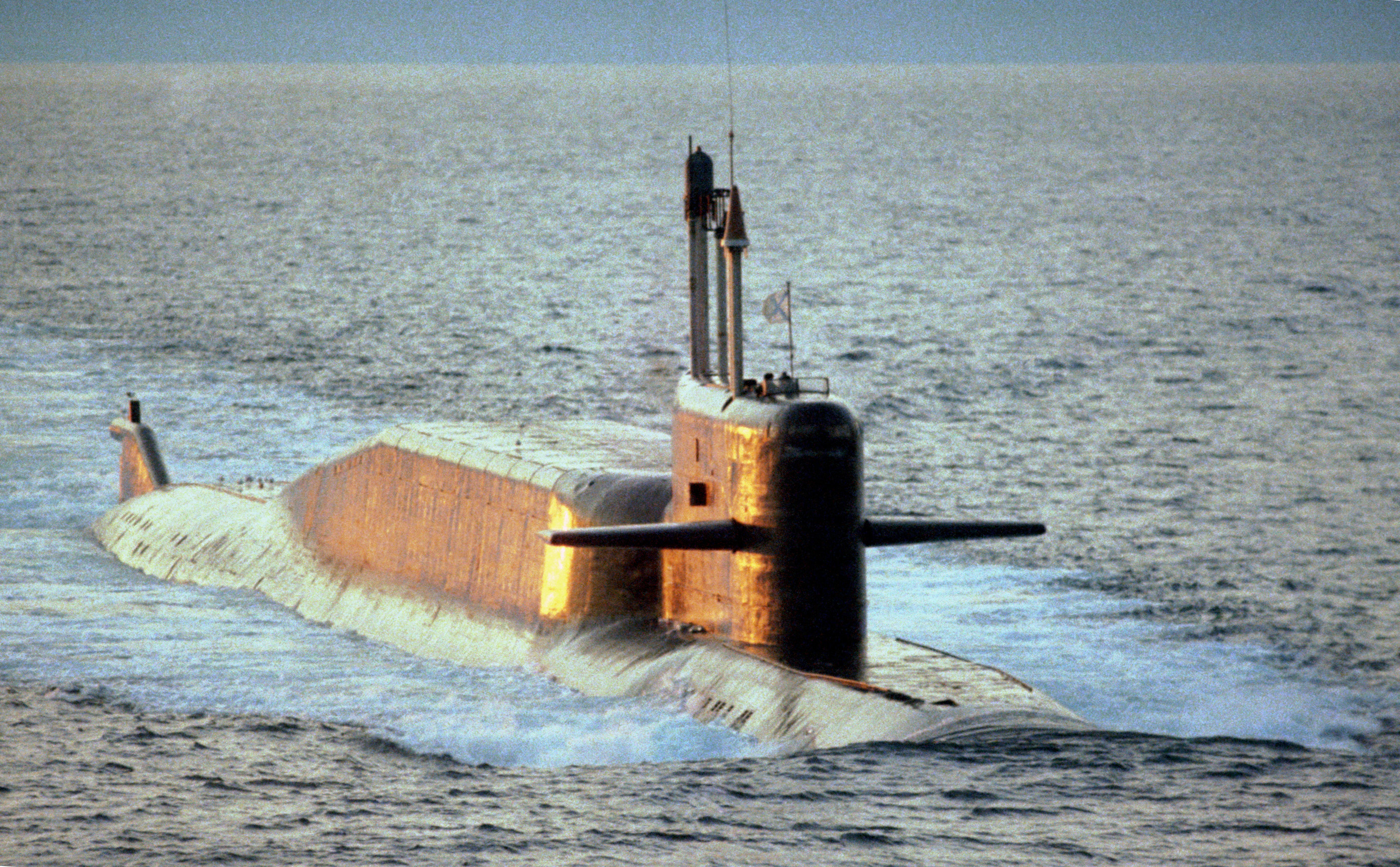
델타 IV급 잠수함

델타급 잠수함은 러시아 해군의 전략원잠(SSBN)이다.

## 역사
1972년 델타 I급 1번함이 취역하여, 46년이 지난 2018년 현재 델타 IV급 7척이 실전배치 중이다. 델타 IV급 7척을 대체할 보레이급 잠수함이 건조중이다.
델타급은 4가지다.
- 델타 I급, 프로젝트 667B 무레나
- 델타 II급, 프로젝트 667BD 무레나-M (M은 최신형이란 의미)
- 델타 III급, 프로젝트 667BDR 칼마르
- 델타 IV급, 프로젝트 667BDRM 델핀

델타급은 모두 VM-4 원자로 2기를 탑재했다. 열출력 70-90 MW의 경수로이다. 소련 최초의 핵잠수함 노벰버급 잠수함은 열출력 70 MW의 VM-A 원자로 1기를 탑재했는데, 그 시리즈의 원자로이다.
1990년대 초반에, 소련이 멸망하고 러시아가 건국되던 시절, 러시아는 한국에 핵잠수함용 원자로를 판매했는데, 스마트 원자로이다. 실증로라고 SMART-P를 따로 개발하여, 핵잠수함용이라는 언론 보도가 있었다. SMART-P의 열출력은 65 MW인데, 당시 러시아의 주력 전략원잠 델타급의 VM-4 원자로와 출력이 비슷하다. 디자인, 기술등이 유사한지는 알 수 없으나, 출력만 보면 유사하다.

## 델타 I급
1965년 개발이 승인되어, 1번함 K-279는 1971년 기공식, 1972년 진수식 및 취역식을 가졌다. 모두 18척이 건조되어, 양키급 잠수함을 대체하였다.
- 수상배수량: 7,800 톤
- 수중배수량: 10,000 톤
- 길이: 139 m (456 ft)
- 선폭: 12 m (39 ft 4 in)
- 홀수: 9 m (29 ft 6 in)
- 무장:
- 12 x D-9 발사관 R-29 (SS-N-8 Sawfly) SLBM
- 4 × 533 mm (21 in) 어뢰관
- 2 × 400 mm (16 in) 어뢰관

1991년에 9척이 사용중이었다. 1994년 퇴역하기 시작했다. 1997년까지 모두 퇴역시킬 계획이었으며, 1998년에 모두 퇴역하고, 2005년까지 모두 폐기되었다.

## 델타 IV급
만재배수량 2만톤이다. 70-90 MW 출력의 VM-4 원자로 2기를 탑재해 180 MW 출력을 낸다.
R-29RMU 시네바 미사일 16발을 탑재했다.
2008년 10월 10일, 시네바 미사일 최초로 최대 사거리 시험발사를 했다. 드미트리 메드베데프 러시아 대통령이 참관했다. 10발의 MARV 100kT 핵탄두가 장착된다. 11,547 km를 비행했다. 2018년 현재 7척 모두 실전배치 중이다.
- 수상배수량: 11,700 톤
- 수중배수량: 18,200 톤
- 길이: 167 m (548 ft)
- 선폭: 11.7 m (38 ft)
- 홀수: 8.8 m (29 ft)
- 무장:
- 16 x D-9 발사관 R-29RMU SLBM
- RPK-7 Veter 대함 미사일
- 4 × 533 mm (21 in) 어뢰관, 어뢰 12발

델타 IV급 다음으로 만재배수량 2.4만톤의 보레이급 잠수함을 건조해 사용중이다.
2020년 중국은 만재배수량 2만톤 델타 IV와 동일한 만재배수량 2만톤의 096형 잠수함을 건조할 계획이다.

## 같이 보기
- 잠수함 발사 탄도 미사일